# Vrijheid (filosofie)
Vrijheid in de filosofie van de geest is een concept rond kernvragen als: Bestaat menselijke vrijheid en zo ja, wat is het dan precies? En waartoe is de mens dan vrij? Het antwoord op deze vragen is hecht verbonden met iemands visie op de geest. Want is onze geest niet alleen maar een bepaald aspect van de materie? Daarom in dit artikel eerst een kleine samenvatting van de hoofdvisies op het lichaam-geest probleem. Dan een analyse van vrijheid.

## Fysicalisme
Volgens sommige neurowetenschappers zijn wij niets anders dan onze hersenprocessen. In de filosofie is dit al lange tijd de dominante visie: psychische processen ziet men als hersenprocessen, net als bliksem elektrische ontlading is. Deze filosofische stroming noemt men fysicalisme. Als fysicalisme waar is, is vrijheid een illusie. Wat je ook doet, je doet het door de neurobiologische keten van oorzaak en gevolg in je hersenen.
Zowel in de neurowetenschap als in de filosofie gelden dualistische voorstellingen van het mens-zijn voor velen als passé. Als er al sprake is van zoiets als een menselijke geest, dan is die geest een aspect van de materie. Vergelijk het met kleuren: zoals ‘geel’ altijd een aspect is van een bepaald oppervlak, bijvoorbeeld van een herfstblad, en zonder een oppervlak moeilijk denkbaar is, zo is geest ook niet mogelijk zonder brein, zonder microstroompjes in hersencellen. Tegenover het dualisme dat stelt dat er sprake is van twee substanties, lichaam en geest, stelt het fysicalisme dus dat er maar één substantie bestaat, namelijk materie. Die materie geeft men op de één of andere manier dan wel twee ‘gezichten’: mind and body. Andere veel gebruikte namen voor deze stroming zijn monisme of materialisme.

### Geschiedenis fysicalisme in de moderne tijd
Dit fysicalisme is tegenwoordig dominant. Het begon op te rukken na het ineenstorten van de scholastieke traditie in Europa in de achttiende eeuw. Zo was er in de negentiende eeuw al een forse fysicalistische stroming, beschimpt en bevochten door het Duits idealisme van Hegel en Fichte dat als contragewicht fungeerde. Nadat in de vorige eeuw dat idealistische contragewicht wegviel is fysicalisme voor de intellectuele voorhoede in filosofie en neurowetenschap steeds vanzelfsprekender geworden. Of, zoals de filosoof Kim het uitdrukt: ‘In het huidige debat is … fysicalisme het uitgangspunt, niet langer de conclusie die nog zou moeten worden bewezen.’ Niet dat dit fysicalisme een monolithisch geheel is: er zijn tientallen vormen van bedacht (epifenomenalisme, non-reductief fysicalisme, mind-body identity, eliminatief materialisme, functionalisme, om enkele belangrijke te noemen).

### Non-reductionistisch fysicalisme
De meest gangbare vorm van fysicalisme is het zogenaamde ‘non-reductionistische fysicalisme’. Hoewel men hierbij stelt dat materie echt het enige is wat er is, beweert men desondanks dat het geestelijke aspect niet tot het materiële gereduceerd kan worden. Vergelijk het met een standbeeld: hoewel het volledig uit materie, bijvoorbeeld uit marmer, bestaat kun je de esthetische waarde toch niet reduceren tot marmer. Zo is volgens de non-reductionistische fysicalist ook het geestelijke non-reduceerbaar, al is het materie. Neem ons eerdere voorbeeld: al vereist kleur een oppervlak, toch is een herfstblad oneindig mooi, ‘esthetisch onreduceerbaar’.

### Fysicalisme en vrijheid
Fysicalisten hebben zich ook indringend met vrijheid beziggehouden. De gangbare visie is dat fysicalisme wel degelijk te combineren is met vrijheid (in vaktaal: compatibel is met vrijheid, vandaar dat deze visie op vrijheid ‘compatibilisme’ heet). Volgens deze denkers is vrijheid wel degelijk compatibel met de gedachte dat alle beslissingen ons worden voorgeschoteld door de biologische mechanismen van onze hersenen. Men zegt namelijk dat vrijheid zit in de ervaring van vrijheid. Vrijheid is het gevoel dat je iets vrij en graag doet, onvrijheid is het gevoel dat je iets onvrij en met tegenzin doet, de ervaring van gedwongenheid dus. In beide situaties word je echter bepaald door de neurobiologische processen in je brein. Van een meer robuuste vorm van vrijheid als een vermogen tot (autonome) alternativiteit is volgens fysicalisten geen sprake. Dat kán ook niet als je beweert dat al het psychische uiteindelijk wordt gerealiseerd door het onderliggende brein.

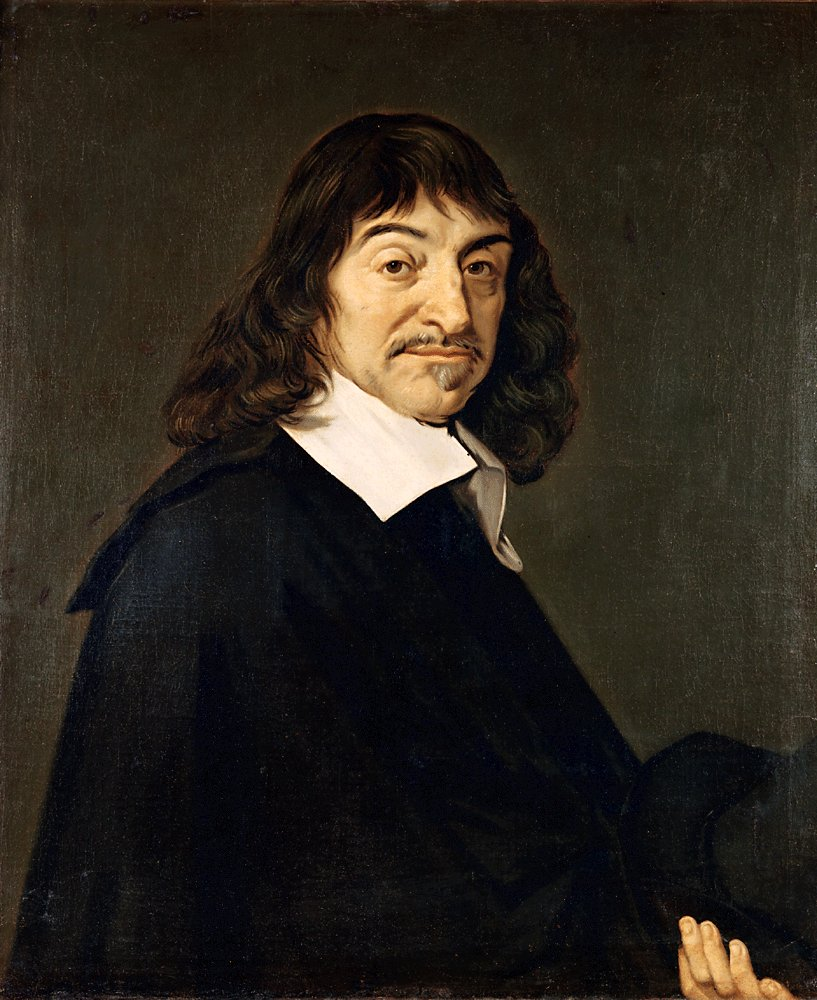
De filosoof René Descartes

## Cartesiaans dualisme
Wie vrijheid wil redden, keert zich al snel naar een antagonist van het fysicalisme, de filosoof René Descartes (1596 – 1650), met zijn dualistische visie op lichaam en geest. Descartes geloofde dat er twéé substanties bestonden, te weten de uitgebreide (res extensa) en de denkende (res cogitans). Het lijkt dat Descartes vanuit dit idee de vrijheid (in een meer robuuste vorm dan compatibilisme) beter recht kan doen. Toch zijn er aanwijzingen dat Descartes dat zelf niet deed: wie zijn teksten analyseert, leert dat Descartes zelf naar het compatibilisme neigt. Hoe dat ook zij, het dualisme van Descartes staat volgens veel moderne filosofen niet erg sterk. Daar zijn twee hoofdredenen voor aan te geven. Ten eerste is er binnen Descartes’ visie op lichaam en geest geen interactie denkbaar: beide polen zijn volkomen vreemden voor elkaar. Dit hangt sterk samen met Descartes’ nominalisme. Ten tweede kun je de individualiteit van de geest niet funderen vanuit het denken van Descartes. U zegt dat er geest is, meneer Descartes, maar hoe verklaart u dat ‘geest’ ook deze geest is? Dat we kunnen spreken van deze éne, unieke, eenmalige en te identificeren geest? Want volgens de meeste filosofische visies hebben we daar toch materie voor nodig. Dankzij de concrete materie kunnen we zeggen ‘deze’. Aristoteles en Thomas zeiden het beide: materie individualiseert! Maar hoe kan dan iets wat geen materie kent toch deze zijn? Dit zijn twee hoofdredenen waarom veel filosofen menen dat het dualisme van Descartes verworpen dient te worden.

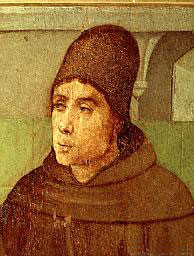
Johannes Duns Scotus

## Scotisme
Voor beide problemen bij Descartes lijkt de filosoof (franciscaan) Duns Scotus (1266-1308) een antwoord te hebben. Omdat we bij hem geen nominalisme aantreffen, zoals bij Descartes, geldt bij hem nog de gedachte van de ziel als vorm van het lichaam. Dit geeft een veel hechtere verbinding tussen ziel en lichaam dan bij Descartes mogelijk is. Tegelijk blijft er wel sprake van twee verschillende substanties (dat is niet zo bij Aristoteles’ visie op de ziel als de vorm van het lichaam, maar Duns’ visie staat daar dan ook mijlenver vanaf). Ook heeft Duns een revolutionaire visie op individualiteit, waardoor het mogelijk wordt om te begrijpen dat iets zowel geest kan zijn als individueel. Ook hierin neemt Duns dus fundamenteel afstand van Aristoteles die de materie de rol van het ‘deze maken’ toedichtte. Bij Duns is er dus wel degelijk sprake van een ziel die niet geheel gedetermineerd wordt door hersenprocessen: de gedachte dat hersenprocessen het psychische ‘realiseren’, zoals het fysicalisme wil, wordt door hem niet onderschreven. Daarom blijft er bij hem in principe ruimte voor de vrijheid. Terzijde: al erkent Duns twee verschillende substanties, dat betekent niet dat de ziel de eigenlijke, ware mens zou zijn. De eigenlijke, ware mens is de samenstelling van beide substanties (Latijn: compositum).

## Analyse van vrijheid
Wie niet tevreden is met de visie dat wij uiteindelijk heel verfijnde automaten zijn (fysicalisme, met haar compatibilisme), zou dus óf bij Descartes zijn toevlucht kunnen nemen óf bij Duns. Descartes’ dualisme lijkt echter een aantal serieuze problemen te kennen. Het scotistische alternatief verdient daarom wellicht nadere studie en overdenking, ondanks het feit dat deze franciscaanse stroming misschien voor veel mensen tamelijk onbekend is.
Maar al erkennen we de mogelijkheid van een wat robuustere vorm van vrijheid, wat is die vrijheid dan precies? Want de mens is toch niet vrij? Worden wij niet bepaald door al onze wensen en passies, angsten en verlangens? Denk aan een drugverslaafde of iemand die lijdt aan een dwangstoornis: manifesteert zich hier niet iets wat in ons allen huist, namelijk dat we worden voortgedreven door allerlei ongrijpbare mechanismen?
De tweede epiloog van het boek 'Oorlog en vrede' van Tolstoï heeft het over menselijke vrijheid en eindigt als volgt :...'wij kunnen er evenmin onderuit, de vrijheid, die ons bewustzijn kent, in ons begrip door een afhankelijkheid te vervangen, die wij niet gewaarworden'.

### Analyse van vrijheid en bepaaldheid
Op dit punt kan gebruik worden gemaakt van een betrekkelijk eenvoudige gedachte die men aantreft bij enkele denkers uit de franciscaanse traditie: handelingsbeperkingen zijn geen wilsbeperkingen. Dit is eigenlijk een simpele gedachtegang. Neem het voorbeeld van een gevangene. Een gevangene heeft een handelingsbeperking, maar geen wilsbeperking. Hij kan de gevangenis inderdaad niet verlaten, maar dat laat de kwestie of hij eigenlijk wel weg wil onberoerd. Dit subtiele verschil is in de middeleeuwse filosofie gesignaleerd: een handelingsbeperking heeft eigenlijk nog niets met de wilsvrijheid te maken. In handelingsbeperkingen gaat het om de situatie dat een mens zijn (vrije) wil niet kan effectueren. Maar pas bij die vrije wil, los van de vraag naar effectueerbaarheid, stuiten we op het goud dat we zochten: de eigenlijke kern van de vrijheid. Beeld je immers in dat iemand in de gevangenis niet de vrijheid had om bij zichzelf te overwegen of hij al dan niet weg zou willen, maar dat dat een onveranderlijk gegeven was. Dan zijn we bij het soort dwang aangeland dat dieren ervaren: als zij in de vrachtwagen moeten, hebben zij geen innerlijke ruimte van alternativiteit om dat wel of niet te willen. Bij hen is het gewoon soortbepaald: koeien willen de vrachtwagen niet in, daar hebben ze zelf niets in te kiezen. De koe kan zich niet tegenover haar eigen innerlijke ‘drive’ plaatsen, de mens heeft daarentegen de ruimte om zich tegenover zijn eigen primaire ‘drive’ te plaatsen en dan… te beslissen. Naast dat we dit vinden bij de middeleeuwse, franciscaanse bronnen, is dit punt in de moderne discussie ook gesignaleerd door Harry Frankfurt.

### Definities van Materiële en Formele Vrijheid
Op dit punt gekomen is het goed om enkele definities te gaan geven. Er wordt onderscheid gemaakt tussen materiële vrijheid en formele vrijheid.
De formele vrijheid isde vrijheid tot het willen van a of –a, afgezien van de effectueerbaarheid van a (of –a).
De materiële vrijheid isde vrijheid om a of –a te effectueren.
Het consequent toepassen van dit begripsonderscheid is van het grootste belang. De eigenlijke vrijheidsproblematiek wordt hiermee al voor een groot deel opgelost. Wij zijn pas gelukkig als we beide vormen van vrijheid hebben: wij kunnen niet zonder de materiële vrijheid. Toch is dat een verliesbare vorm van vrijheid, vandaar dat we er zo veel mee bezig zijn en de meeste definities van vrijheid alleen deze vorm van vrijheid vangen. De andere vorm, de formele, is onverliesbaar. Formele vrijheid is een essentiële eigenschap voor mensen, materiële een accidentele.

### Dwang slokt de vrijheid niet op
Neem iemand met pleinvrees, een psychiatrisch ziektebeeld met een neurobiologische basis. Zo iemand heeft een handelingsbeperking, het lukt hem werkelijk niet dat plein over te steken. Maar dat raakt de kwestie nog niet of hij dat plein eigenlijk wel over wil. Hetzelfde geldt voor dwangneurotische gedachteprocessen. Het is een feit dat iemand dergelijke gedachteprocessen niet of onvoldoende kan sturen: iemand moet bijvoorbeeld steeds dwangmatig aan de smet op zijn handen denken. Maar het feit dat hij deze processen slecht kan sturen, laat de vraag of de patiënt die processen wil onberoerd. Ook hier geldt, analoog met de gevangenis: in dwangmatige gedachte-processen draait het om de situatie dat iemand zijn wil niet kan effectueren. De beperkingen in denkprocessen (i.a.w. ‘propositional attitudes’) zijn geen wilsbeperkingen. Dit is een relatief simpel resultaat van begripsanalyse, maar het heeft grote gevolgen. Het is niet zo dat dwang de vrijheid opslokt, de vrijheid heeft daar eigenlijk niets mee te maken. Natuurlijk is er een gereduceerde materiële vrijheid bij dwangverschijnselen, maar dat heft de formele vrijheid om die verschijnselen al dan niet te willen niet op.

### Echte vrijheid
Tot slot: waartoe zijn wij vrij? We kunnen de vrijheid zo misbruiken dat we haar verspelen. Wie steelt kan in de gevangenis komen: hij mist dan de materiële vrijheid om te vertrekken (al heeft hij wel de formele vrijheid om dat wel of niet te willen). Dit simpele gegeven van het verspelen van materiële vrijheid door een verkeerd gebruik van onze vrijheid, suggereert dat hier nog een heel terrein van begripsanalyse braak ligt: kennelijk kan de mens zijn vrijheid goed of fout gebruiken. En fout gebruik leidt tot verlies aan materiële vrijheid, zodat je uiteindelijk jezelf dwarszit en terechtkomt op een plek die je niet in eerste instantie zou uitkiezen. Iets van die gedachte vinden we verwoord bij Augustinus: ik was ‘verliefd op mijn eigen wegen en niet op de uwe, verliefd op de vrijheid van een voortvluchtige.’(Belijdenissen, III, iii, 5.) Veel filosofen die over vrijheid hebben nagedacht zijn van mening dat we op de één of andere manier zouden moeten aangeven wat een authentiek doel voor de vrijheid van de mens is en wat niet. Er is niet alleen vrijheid van (negatieve vrijheid), maar ook vrijheid tot (positieve vrijheid) (I. Berlin). En we zullen ook moeten aangeven tot welk doel die ‘vrijheid tot’ zich dan idealiter zou moeten richten, want niet alles kan ons hart vervullen. Wie zijn wil uit vrije wil namelijk op het verkeerde richt, zou zijn vrijheid daarbij kunnen verspelen, en dan gaat het niet alleen om vrijheid in sociale of politieke zin, maar om iets dat nog dieper gaat: zo’n mens kan in zichzelf verdeeld raken. Die komt in de staat van de ‘vrijheid als voortvluchtige’. Daar blijft dus wel de formele vrijheid bestaan als een vermogen tot anders willen, maar de materiële vrijheid gaat verloren: je kunt niet meer doen wat je vanuit je diepste natuur eigenlijk graag wilt. In de christelijke traditie werd het doel van de vrijheid altijd ingevuld vanuit de wezenlijke gerichtheid op God: het was opnieuw Augustinus die zei ‘deo servire libertas’ (God dienen is vrijheid). Andere denkers die over een dergelijk doel voor onze ‘vrijheid tot’ hebben nagedacht kwamen tot andere conclusies: men zou kunnen denken aan het aangaan van goede, liefdevolle intermenselijke relaties of het nastreven van rechtvaardigheid voor iedereen.

## Enige literatuur
- J. Cottingham, The Cambridge Companion to Descartes. Cambridge: Cambridge U.P. (1992).
- Eef Dekker en Henry Veldhuis, De Menselijke Vrijheid: een systematische analyse. Nederlands Theologisch Tijdschrift, 47 (1993) 119-127. Vertaling: Freedom and sin: some systematic observations, European Journal of Theology, 3 (1994), 153-161.
- Harry G. Frankfurt, ‘Freedom of Will’, herdrukt in: Gary Watson, (Ed.), Free Will, Oxford 1982.
- John Haldane, ‘The State and Fate of Contemporary Philosophy of Mind’, American Philosophical Quarterly, 37 (2000) 301-311.
- Jaegwon Kim, Philosophy of Mind, Dimensions of Philosophy Series (Oxford: Boulder, 1996).
- J.J.C. Smart, ‘Sensations and Brain Processes’, herdrukt in John O'Connor (ed.), Modern Materialism: Readings on Mind-Body Identity (New York: 1969), 32-47.
- Guus Labooy, Vrijheid en disposities, Een wijsgerig-theologische begripsanalyse met het oog op de biologische psychiatrie, Zoetermeer 2000. English translation: Freedom and Dispositions, two main concepts in theology and biological psychiatry, a systematic analysis, Contributions to Philosophical Theology vol.8, Peter Lang, Berlin New York 2002.
- Guus Labooy, Waar geest is, is vrijheid, Boom 2007.
- Rudolf Steiner, De filosofie van de vrijheid, Zeist 2019.
- Antonie Vos, The Philosophy of John Duns Scotus. Edinburgh: Edinburgh University Press (2006).
- Frank van Dun, Het Fundamenteel Rechtsbeginsel, 2008
- Frank van Dun, Recht en Onrecht
- Frank van Dun, De Laatste Vrijheid